# 声楽
声楽（せいがく）とは、器楽の対語であり、人声を中心とした音楽を指す。通常、浪曲や演歌は含まない。

## 概要
人間の声によって人生の哀歓や悲壮美・崇高美などを聴衆に感じさせる音楽分野である。本来的には西洋音楽の用語であり、器楽に対して人間の声による音楽を指す。

## 西洋音楽における声楽
歌、歌曲、合唱曲、オペラ、カンタータなど人間の声による音楽であり、しばしば楽器伴奏が加わる。声楽を専攻し、生業としている音楽家を声楽家と呼ぶが、この用語は主にクラシック音楽の歌手を指して用いられる。
なお、人声があってもベートーヴェンの第9交響曲「合唱付き」やグスタフ・マーラーの交響曲のように、関心が器楽的演奏に向けられている場合は声楽曲とはよばない。

### 声種
声の音域による区別を声種という。現在の声楽における声種としては6つに分けられる。
- 女声
  - ソプラノ soprano
  - メッゾ・ソプラノ mezzo soprano
  - アルト alto（コントラルト contralto）
- 男声
  - テノール tenore
  - バリトン baritono
  - バス basso

この他に、カウンターテノール（ファルセットで女声の音域を歌う男性歌手）、ソプラニスタ（ソプラノの音域の声をもつ男性歌手）、変声期前のソプラノの音域を歌う少年の声としてボーイソプラノがある。
また、16世紀中頃から18世紀にはカストラート（少年期の声を保つために去勢した男性歌手）がいた。代表的な歌手としてファリネッリ（Farinelli 1705-1782）が挙げられる。

### 声質による分類
同じソプラノでも、声質や性格によってさらに細かく分類される。同じように、メッゾ・ソプラノ、アルト、テノール、バリトン、バスも細かく分類される。これは、オペラにおいてこれまでに様々な役が登場し、それぞれの役によって歌う音域・声質・必要なテクニックが大きく違ってきているため、細かく分類する必要が出てきたと考えられる。
| ソプラノ （soprano）             | 声の特徴 |
| -------------------------------- | --- |
| コロラトゥーラ・ソプラノ         | 劇的表現のためのトリルや跳躍音程を埋める速い走句などを声を転がすように歌う技術（アジリタ agilità）を用いる声種。最高音は時に三点ファ（通称ハイＦ）に達する。 |
| ソプラノ・レッジェーロ           | 軽くて高い声。高音域や細かい技巧的な歌を得意とする。コロラトゥーラ・ソプラノとして活躍する場合もある。                                                       |
| ソプラノ・リリコ・レッジェーロ   | レッジェーロとリリコの中間の声。スーブレットと呼ばれる機知に飛んだ小間使い役もこの声の役どころである。                                                       |
| ソプラノ・リリコ                 | 最も一般的なソプラノの声。叙情的で表情豊かな声で、オペラにおいてはこの声の役が一番多い。                                                                     |
| ソプラノ・リリコ・スピント       | リリコよりも力強く強靭な声。ヴェルディ後期からヴェズリモ・オペラの作品に多く登場する声。                                                                     |
| ソプラノ・ドラマティコ           | スピントよりも強靭で重量感のある声。ワーグナーやリヒャルト・シュトラウスなどドイツ・オペラに登場する重量感のある声。                                         |
| ソプラノ・ドラマティコ・ダジリタ | ドラマティコの声でありながら、アジリタの卓越した技巧を駆使してコロラトゥーラの速く細かい音符を歌うことができる声。マリア・カラスがこの声である。             |

| メッゾ・ソプラノ （mezzo soprano） | 声の特徴 |
| ---------------------------------- | --- |
| メッゾ・ソプラノ・リリコ           | 比較的軽い声で、ソプラノより少し暗い音色となる。コロラトゥーラ（アジリタ）の超絶技巧を要求される役柄も多い。 |
| メッゾ・ソプラノ・ドラマティコ     | 比較的太くて厚みのある声。ドラマッティックな表現を得意とする声。                                             |

| アルト（コントラルト） contralto | 声の特徴 |
| -------------------------------- | --- |
| アルト （コントラルト）          | 女声の中で最も低い音域を歌う声。この声をもつ歌手はあまりいないので、メッゾ・ソプラノの歌手がアルトの役を歌う場合もある。 |

| テノール（tenore）     | 声の特徴 |
| ---------------------- | --- |
| テノーレ・レッジェーロ | 最も軽く高い響きのテノールの声。コロラトゥーラ（アジリタ）の超絶技巧が要求される役や、繊細な表現が求められる役がある。   |
| テノーレ・リリコ       | 最も一般的なテノールの声。役柄が一番多く、表情に富んだ叙情的な旋律を歌う。                                               |
| テノーレ・スピント     | リリコよりも重みがあって、輝かしく強靭な声。                                                                             |
| テノーレ・ドラマティコ | 最も重量級の強靭な声で、ドラマティックな表現を得意とする。その中でもワーグナーの楽劇を歌う歌手をヘルデンテノールと呼ぶ。 |

| バリトン（baritono）   | 声の特徴                                                                       |
| ---------------------- | ------------------------------------------------------------------------------ |
| バリトノ・リリコ       | テノールとバスの中間の音域で、抒情的で美しい旋律を歌うことを得意とする声。     |
| バリトノ・ブッフォ     | オペラ・ブッファ（喜歌劇）において比較的軽い声で早口で歌うことを得意とする声。 |
| バリトノ・ドラマティコ | 強靭な声でドラマティックな表現を得意とする声。                                 |

| バス（basso）        | 声の特徴                         |
| -------------------- | -------------------------------- |
| バッソ・ブッフォ     | コミカルな役を得意とする。       |
| バッソ・カンタンテ   | 抒情的で美しい旋律を得意とする。 |
| バッソ・プロフォンド | 深い音色で低い音域を得意とする。 |

【備考】
ロッシーニの時代のソプラノの声種としてソプラノ・ドラマティコ・ダシリタ（soprano drammatico d'agilità）が使われてきたが、最近の研究においては、ソプラノの声質だが低い音域も歌い、ドラマティックなアジリタに加えてロッシーニのメッゾ・ソプラノやアルトの役も歌える声として、ソプラノ・スフォガート（soprano sfogato）と分類される場合もある。また、これとは逆に、コントラルトの声質をもちながら２点シまで歌い、アジリタを駆使して華麗なコロラトゥーラを聞かせる声としてメッゾ・コントラルトがあった。
同じくロッシーニの時代のテノールにおいては、バリトン的な声質でありながらテノールの音域を輝かしい声で歌いアジリタも聞かせる声としてバリテノーレがあった。これに対し通常のテノールよりテッシトゥーラが高く軽い声でアジリタを聞かせる声としてテノーレ・コントラルティーノ（tenore contraltino）があった。

### 声楽の種類
- 独唱
- 斉唱
- 重唱
- 合唱

## 伝統的な日本音楽における声楽
声楽は、伝統的な日本音楽（邦楽）において、その大部分を占めている。日本音楽における声楽は、「歌いもの」と「語りもの」に大きく分けられる。
「歌いもの」は、旋律やリズムなど、その音楽的要素が重視される楽曲であるのに対し、「語りもの」は詞章が何らかの物語性をもつ楽曲であり、語られる内容表現に重点が置かれる音楽である。